# David Hay
Pour les articles homonymes, voir Hay.
David Hay, né le 29 janvier 1948 à Paisley (Écosse), est un footballeur international et entraîneur écossais.
Il est notamment reconnu pour sa carrière au Celtic FC, où il se révèle comme footballeur puis dont il devient l’entraîneur dans les années 1980.

## Carrière
Élevé à la St Mirin's Academy de Paisley, David Hay signe au Celtic FC en 1966, à 18 ans, et intègre la génération des Quality Street Kids, la fameuse équipe réserve du Celtic qui comptait notamment dans ses rangs Kenny Dalglish, Lou Macari, Danny McGrain et George Connelly et qui allait prendre la place des plus âgés Lisbon Lions.
Hay fait ses débuts en championnat le 6 mars 1968 face à Aberdeen. En six saisons, il dispute 230 matchs pour le Celtic toutes compétitions confondues (pour 12 buts), remportant le championnat d'Écosse à cinq reprises, la coupe d'Écosse trois fois ainsi que la coupe de la Ligue écossaise. Il participe notamment à la défaite des Hoops en finale de la Coupe des clubs champions européens en 1970. Il est également sélectionné à partir de 1970 en équipe nationale, avec laquelle il dispute la Coupe du monde 1974 en Allemagne.
Au retour de la coupe du monde, il est transféré dans le club londonien de Chelsea FC à la suite d'un désaccord financier avec son club. Il n'est dès lors plus sélectionné en équipe nationale, bloquant son compteur à 27 capes. Le club est relégué à la fin de la première saison en deuxième division anglaise, où il reste deux ans avant de retrouver l'élite. Mais au début de sa quatrième saison à Chelsea, Hay est victime d'une grave blessure au genou qui le force à prendre sa retraite sportive, d'autant qu'il est pénalisé de plus en plus lourdement par la perte de la vue à son œil droit.
Il se reconvertit alors comme entraîneur. Il obtient son premier poste au Motherwell FC où il remplace Ally MacLeod en 1981. En 1983, il prend la suite de Billy McNeill au Celtic. Il remporte la coupe d'Écosse en 1985 puis le championnat en 1986 grâce à la victoire à la dernière minute du dernier match de Dundee sur leur concurrents de Hearts. Hay laisse cependant la place un an plus tard, permettant ainsi le retour de Billy McNeill. 
Hay connaît deux brèves expériences, en 1989 à Lillestrøm SK en Norvège, puis lors de la saison 1991-1992 à St Mirren. Alors qu'il est devenu directeur sportif de Livingston (qui obtient sa promotion dans l'élite en 2001 sous la direction de l'entraîneur Jim Leishman (en)), il doit prendre l'équipe en main au cours de la saison 2003-2004 à la suite du limogeage de Márcio Máximo (en). Il permet au club de remporter le premier trophée de son histoire, la coupe de la Ligue écossaise, alors que celui-ci connaît d'importants problèmes financiers. Pearse Flynn, via le Lionheart Consortium, rachète le club et décide de remplacer Hay par Allan Preston, un entraîneur plus jeune qui est à son tour licencié dès l'automne 2004.
Il est alors recruté par Dunfermline Athletic, dont le directeur sportif est son ancien entraîneur à Livingston Jim Leishman. Cette dernière expérience se révèle difficile pour Hay, qui est limogé à quelques journées de la fin de la saison alors que l'équipe semble promise à la relégation. En 2008, David Hay fait son retour à Livingston comme conseiller du président, à la suite du départ de Pearse Flynn. À la fin de la saison 2008-2009, il prend la charge de l'équipe pour deux matchs